# João Henrique Blasi
João Henrique Blasi (Florianópolis, 15 de setembro de 1956) é um político brasileiro, filiado ao Partido do Movimento Democrático Brasileiro (PMDB).

## Carreira
Foi deputado à Assembleia Legislativa de Santa Catarina na 13ª legislatura (1995 — 1999), na 15ª legislatura (2003 — 2007) e na 16ª legislatura (2007 — 2011).